# Cupolen, Linköping
Cupolen är en kyrkobyggnad i Linköping. Kyrkan tillhör Pingstkyrkan Linköping.

## Instrument
Den nuvarande orgeln flyttades 1984 till kyrkan från Grenholms gods, Vånga. Orgeln var byggd 1954 av Bruno Christensen & Sønner, Tinglev, Danmark. Orgeln är mekanisk. 2015 flyttades orgeln till Nya Slottet Bjärka-Säby.
| Huvudverk I       | Positiv II   | Pedalverk       | Koppel            |
| Trægedakt 8'      | Quintatøn 8' | Subbas 16'      | Huvudverk/pedal   |
| Principal 4'      | Rørfløjte 4' | Gedakt 8'       | Positiv/pedal     |
| Waldfløjte 2'     | Principal 2' | Kobbelfløjte 2' | Positiv/huvudverk |
| Mixtur II-III kor | Terz 1 3/5'  | Sordun 16'      |                   |
| Regal 8'          | Nasat 1 1/3' | Vox humana 4'   |                   |
| Tremolo           | Cymbel I kor |                 |                   |